# Peter Leycester
Sir Peter Leycester, 1. Baronet (auch Leicester, * 3. März 1614 in Tabley Inferior (Nether Tabley) bei Knutsford in Cheshire, England; † 1. Oktober 1678 in Tabley House, Cheshire, England) war ein englischer „Antiquar“ (Altertumsforscher) und Historiker des 17. Jahrhunderts.

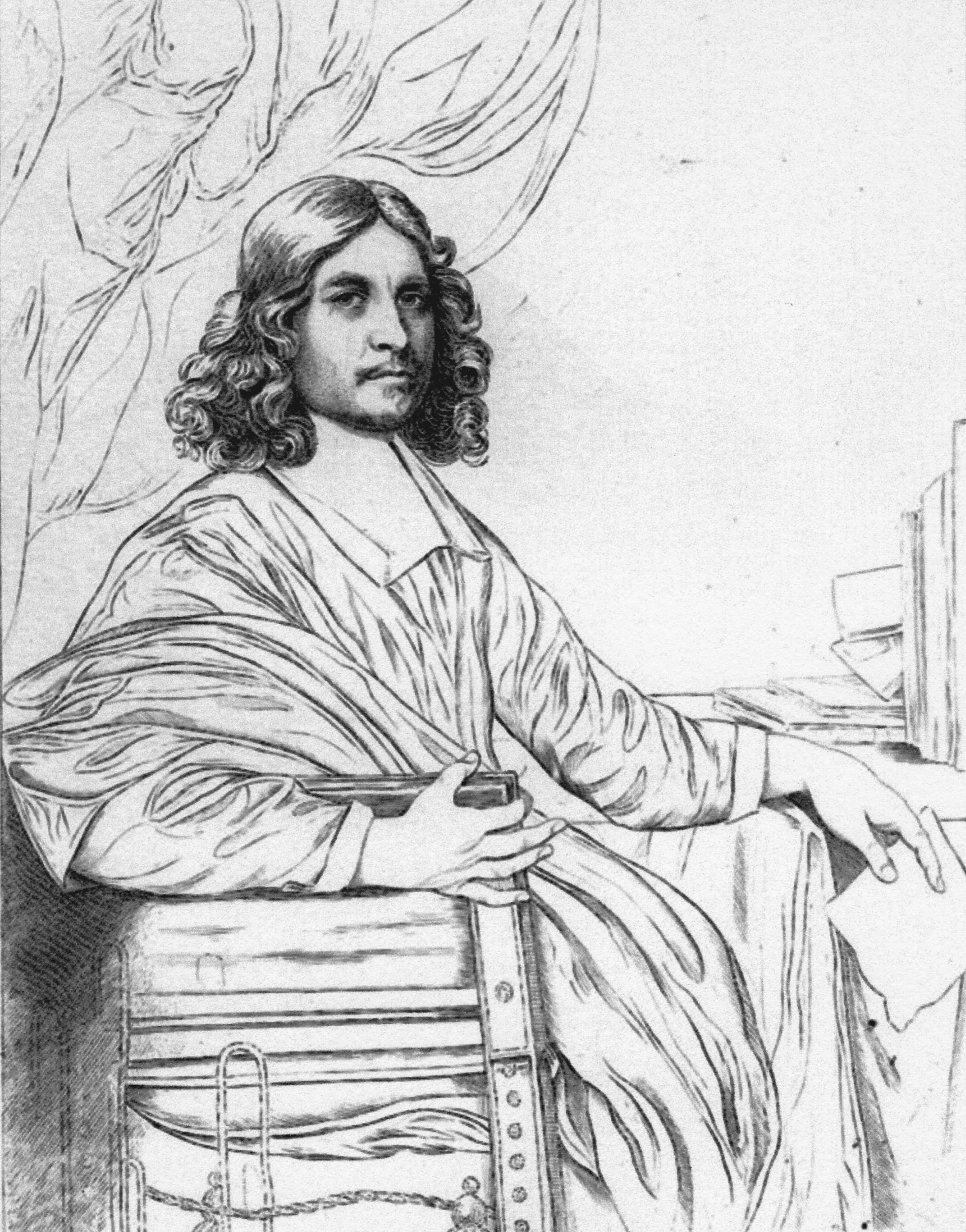
Sir Peter Leycester, 1. Baronet

## Leben
Leycester war der älteste Sohn von Peter Leycester (1588–1647) und Elizabeth, der Tochter von Sir Randle Mainwaring aus Peover Superior (Over Peover), Cheshire. Im Jahre 1629 begann er seine Studien am Brasenose College in Oxford, machte jedoch keinen Abschluss. 1632 wurde er als Rechtsanwalt am Gray’s Inn, einem der vier Inns of Court, zugelassen.
Als der Englische Bürgerkrieg begann, wurde Leycester vom König als ein Commissioner of Array für Cheshire benannt, der für die Verteidigung seines Bezirks zuständig war. 1646 war er in Oxford, als die Stadt sich dem republikanischen Truppenführer Thomas Fairfax ergab. Danach benutzte er seinen erzwungenen Ruhestand, um sich seinen Interessen für antike Dinge und Geschichte zu widmen.
Eines der Themen der Studien von Leycester war der Stammbaum der Familie Mainwaring. 1649 erwarb er den Teil des Domesday Book, der sich auf Cheshire bezog. 1655 wurde er gefangengesetzt. Nach der Stuart-Restauration setzte man ihn jedoch als Friedensrichter und Schiedsmann wieder ein. Am 10. August 1660 wurde ihm der erbliche Adelstitel eines Baronet, of Tabley in the County of Chester, verliehen.
Leycester richtete eine große Bibliothek mit Büchern und Handschriften in Tabley House ein. Der Katalog aus dem Jahre 1672 umfasst 1332 Bücher. 1642 heiratete er Elizabeth Gerard, die dritte Tochter von Lord Gilbert Gerard aus Gerards Bromley, Dutton, Cheshire. Das Paar hatte drei Söhne und drei Töchter. Leycester starb 1678 in seinem Hause und wurde in der Nordkapelle der Kirche St. Mary and All Saints in Great Budworth beigesetzt. Sein ältester Sohn, Robert Leycester (1642–1684), folgte ihm als Baronet nach.

## Werke
- 1673: Historical antiquities in two books: the first treating in general of Great Britain and Ireland; the second containing particular remarks concerning Cheshire, and chiefly of the Bucklow hundred. Whereunto is annexed a transcript of Domesday-Book, so far as it concerneth Cheshire. Der Kurztitel in der Wissenschaft ist: Historical antiquities.
- Prolegomina historica de musica P. L.  Abhandlung über Musik.
- On the soul of man, eine theologische Abhandlung.
- Booke of Lessons for the Lyro-Viole to play alone in several tunings, ein Lehrbuch zum Spielen der Lyro-Viole.
- Herausgegeben von Elizabeth M. Halcrow: Charges to the Grand Jury at Quarter Sessions, 1660–1677. Printed for the Chetham Society, Manchester, England 1953.